# Szalay László (gazdálkodó)
Vitéz almási Szalay László (Kassa, Abaúj-Torna vármegye, 1896. december 23. – Adelaide, Ausztrália, 1964) magyar gazdálkodó, országgyűlési képviselő.

## Élete
Református vallású, régi nemesi családban született. Apai nagyapja, Szalay Antal Abaúj-Torna vármegye utolsó rendi táblabírája volt, apja, idősebb Szalay László (1857–1924) pedig Abaúj-Torna vármegye és Kassa főispánja, majd gróf Apponyi Albert kultuszminisztersége idején a kultuszminisztérium politikai államtitkára.
Középiskoláit a kassai premontrei főgimnáziumban végezte, majd azonnal katonai szolgálatra jelentkezett. A kassai 5. honvéd huszárezred kötelékében szolgálta végig az első világháborút, melynek végén főhadnagyként szerelt le, de később szolgálaton kívüli huszár századossá lépett elő.
Az orosz harctéren részt vett a második Bruszilov-áttörésben, ennek során ezredével együtt hadifogságba került. 22 hónapi raboskodás után sikerült hazaszöknie – két társával együtt, sok megpróbáltatás végén – Kelet-Szibériából, majd megérkezve, 1918 májusában újra jelentkezett szolgálattételre.
Katonai érdemeiért és bátor magatartásáért elnyerte a nagyezüst vitézségi érmet; később – 1923-ban – Horthy Miklós kormányzó vitézzé is avatta, az 1930-as években pedig két ízben is kormányzói elismerésben részesült.
A háború után visszatért tanulmányaihoz: Kassán jogi abszolutóriumot szerzett, később ugyanott a gazdasági akadémiát is elvégezte. A Felvidék cseh megszállását követő időszakban egy ízben a csehszlovák hatóságok letartóztatták, és csak az akkor ott parancsnokló francia tábornok közbenjárására sikerült kiszabadulnia.
1921-től Abaúj vármegyei birtokán gazdálkodott és hamar bekapcsolódott a térség társadalmi, illetve egyházi közéletébe is; a vármegye gazdasági egyesületében alelnöki tisztségig emelkedett, míg az abaúji református egyházmegyében a legmagasabb tisztsége világi főjegyző volt. 1925. április 23-án kötött házasságot Gagyvendégiben Rakovszky Klárával (1906–1987).
Országgyűlési képviselőjelöltként első ízben 1931-ben indult el, az akkoriban szepsi választókerület nevet viselő – valójában nagyjából a Csereháti járás Magyarországon maradt falvait tömörítő – kerületben, de akkor még kisebbségben maradt, ugyanúgy, mint az 1933-as, tornai időközi választáson.
1935-ben azonban, Gömbös Gyula régi híveként már eredményesen pozicionálta magát a megyei politikai életben, s a felsőgagyi választókerület egyhangú szavazással juttatta a Parlamentbe, a Nemzeti Egység Pártja színeiben. 1939-ben ugyanott újráznia is sikerült, ezúttal a Magyar Élet Pártja jelöltjeként.
A képviselőházban főként nemzet- és fajvédelmi kérdésekkel, illetve a falvak népének legjellemzőbb problémáival foglalkozott; képviselői pályájának érdekessége, hogy egy esetben – 1936. június 7-én – egy parlamenti szóváltás végkifejleteként kardpárbajt kellett vívnia a kisgazdapárti Eckhardt Tiborral.
A második világháború után elhagyta az országot és Ausztráliában települt le, ott is halt meg.